# Имер (остров)
Имер (дат. Ymer Ø) — остров у восточного побережья Гренландии, занимает площадь около 2437 км².
С юга отделён от Гренландии и острова Географического Общества проливами София-Саунд и Антарктик-Саунд, с севера от Гренландии — фьордом Кайзера Франца Йозефа. Размеры острова — около 55 миль в длину и от 12 до 25 миль в ширину. С востока он разделён на две части узким Дусен-фьордом (дат. Dusėn Fjord). Рельеф острова гористый, повышающийся к югу, где расположена высшая точка острова, гора Энджелин (Angelin Mountain). Остров назван в честь персонажа скандинавской мифологии, великана Имира.
С западной части острова открывается отличный вид на гору За́мок дьявола.